# The Harmon Hotel and Spa
The Harmon Hotel and Spa diseñado por Lord Norman Foster & Partners tenía que ser un hotel boutique no casino que sería operado por The Light Group de Andrew Sasson. El hotel era miembro de The Leading Hotels of the World y formaría parte del CityCenter. The Harmon Hotel tenía una forma elíptica y un exterior ultramoderno localizado en la intersección de Las Vegas Boulevard y Harmon Avenue. La piscina del hotel habría estado elevada a 100 pies (30 m) sobre Las Vegas Strip.

## Historia
Al inicio del proyecto, el hotel se llamaba "Lifestyle Hotel" y luego "The Harmon Hotel, Spa & Residences". Al principio se planeaba que la torre tuviese 400 habitaciones de hotel y aproximadamente 207 condominios desde los 800 a 2900 pies cuadrados en 49 niveles. El diseño fue hecho por Norman Foster. El exterior fue terminado en 2009, pero el trabajo del interior quedó paralizado.

### Paralización del proyecto
A finales de 2008, el trabajo en Harmon Hotel/Condo Tower dejó de construirse, después que los inspectores revelaran más de 7000 defectos en su construcción; los inspectores del condado, descubrieron instalaciones defectuosas y reforzamiento crítico del acero (barras de refuerzo) con 15 pisos ya construidos. El error causó un gran cambio en el diseño del edificio; en vez de ser de 49 pisos, fue reducido a 28 pisos, junto con la palabra condominium (The Harmon Residences). Durante ese tiempo, 88 de los 207 condominios ya habían sido reservados por compradores que habían puesto el 20 por ciento, a esos compradores se les ofreció devolverle su dinero o comprar en otra torre. Debido a la paralización del proyecto por los fallos detectados, se estudió si arreglarlos. O demoler la torre. Como finalmente sucedió.
El 11 de julio de 2011 se hizo un estudio por Weidlinger Associates, una firma constructora contratada por MGM Resorts International, indicando que el edificio tenía serios defectos estructurales y podría colapsar en un terremoto, y que una posible reparación podría tomar al menos un año y costar millones de dólares. Finalmente, tras un desmontaje pieza por pieza, fue demolido en otoño de 2015

## Galería de fotos

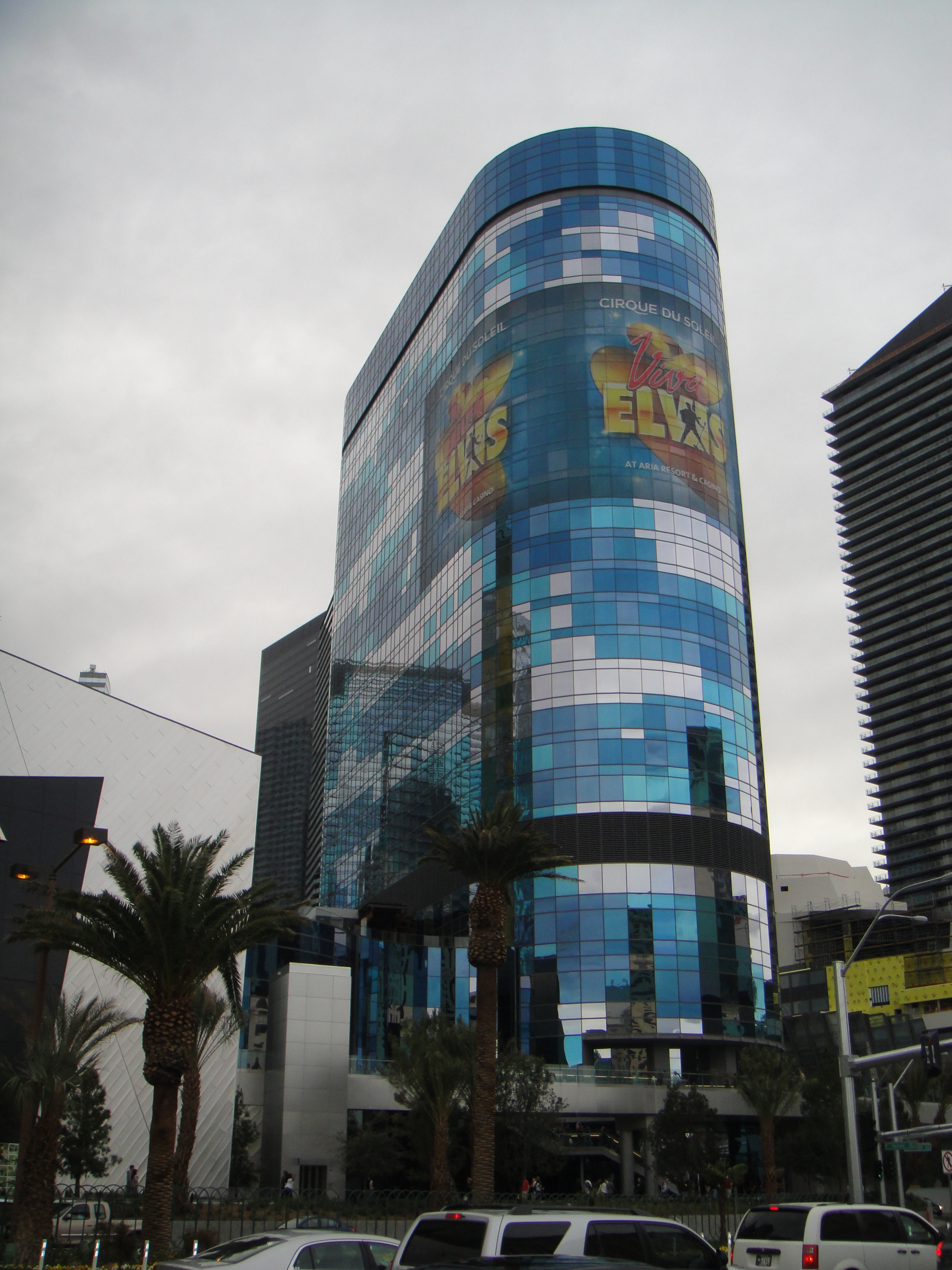
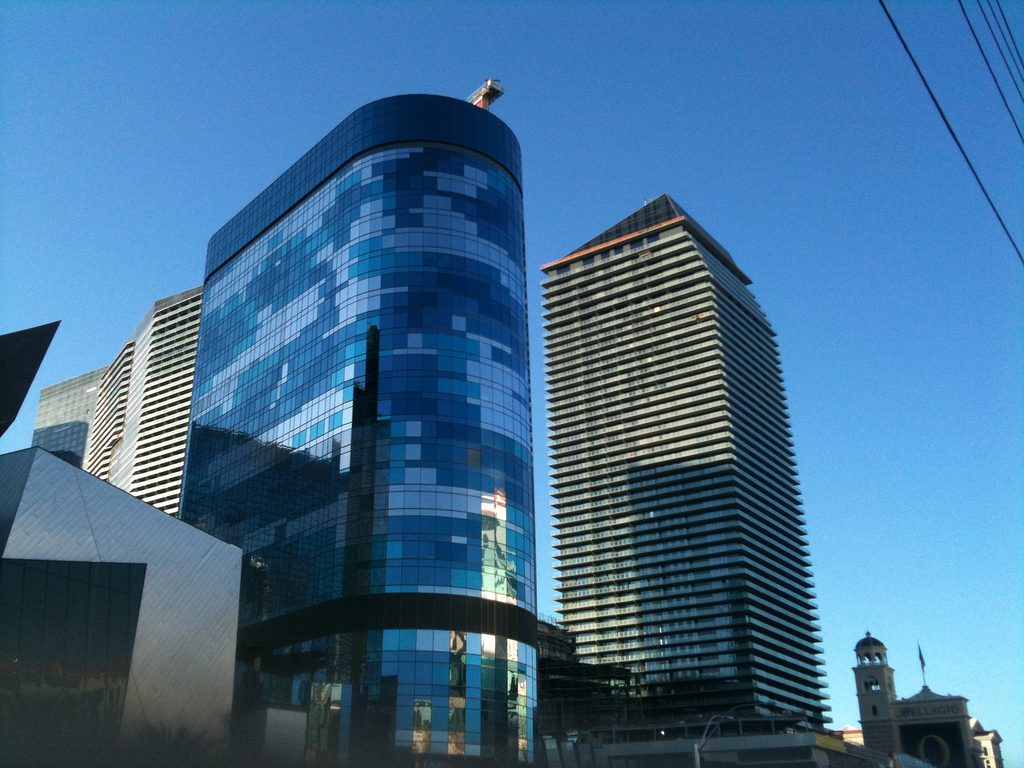
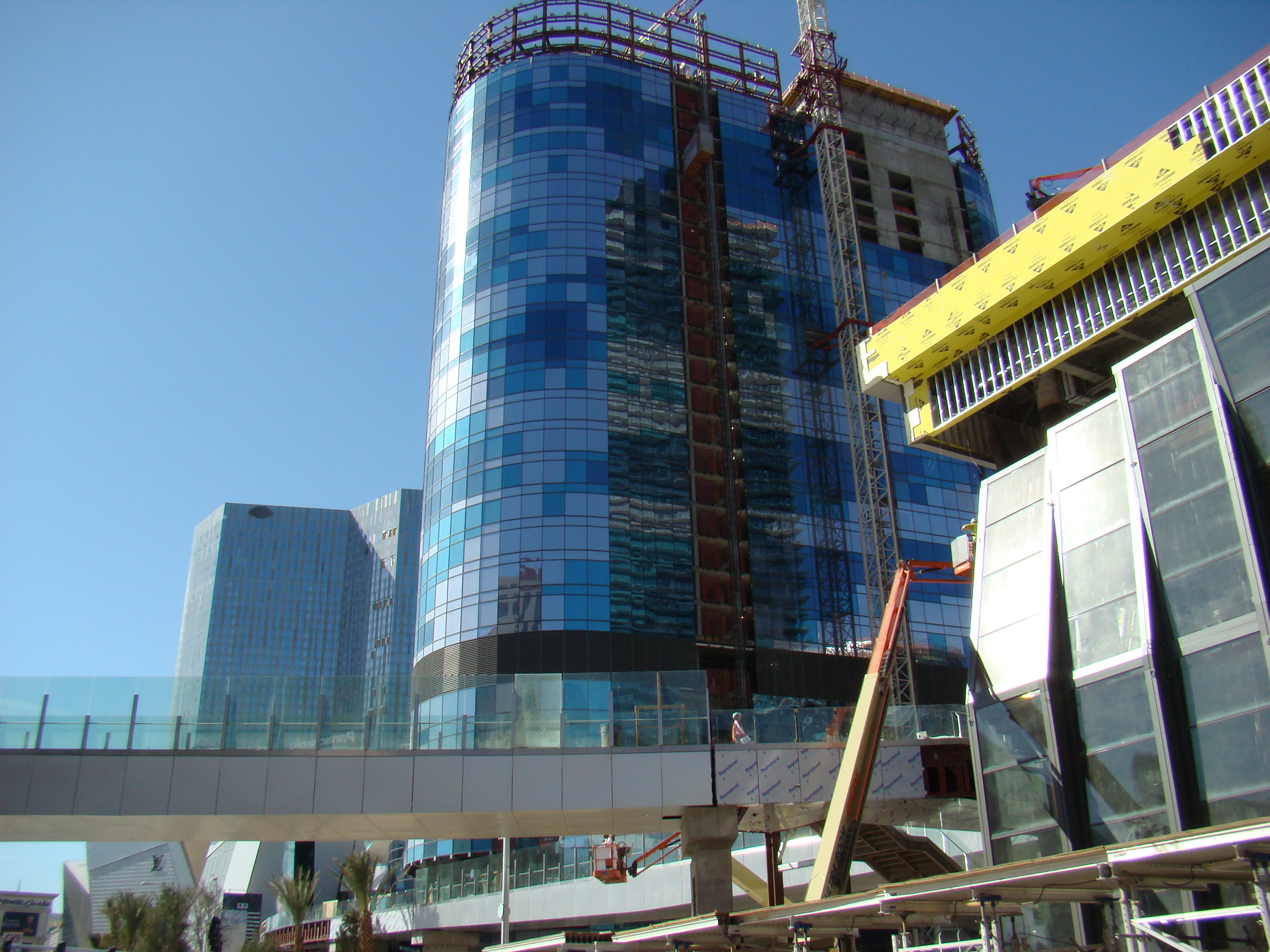
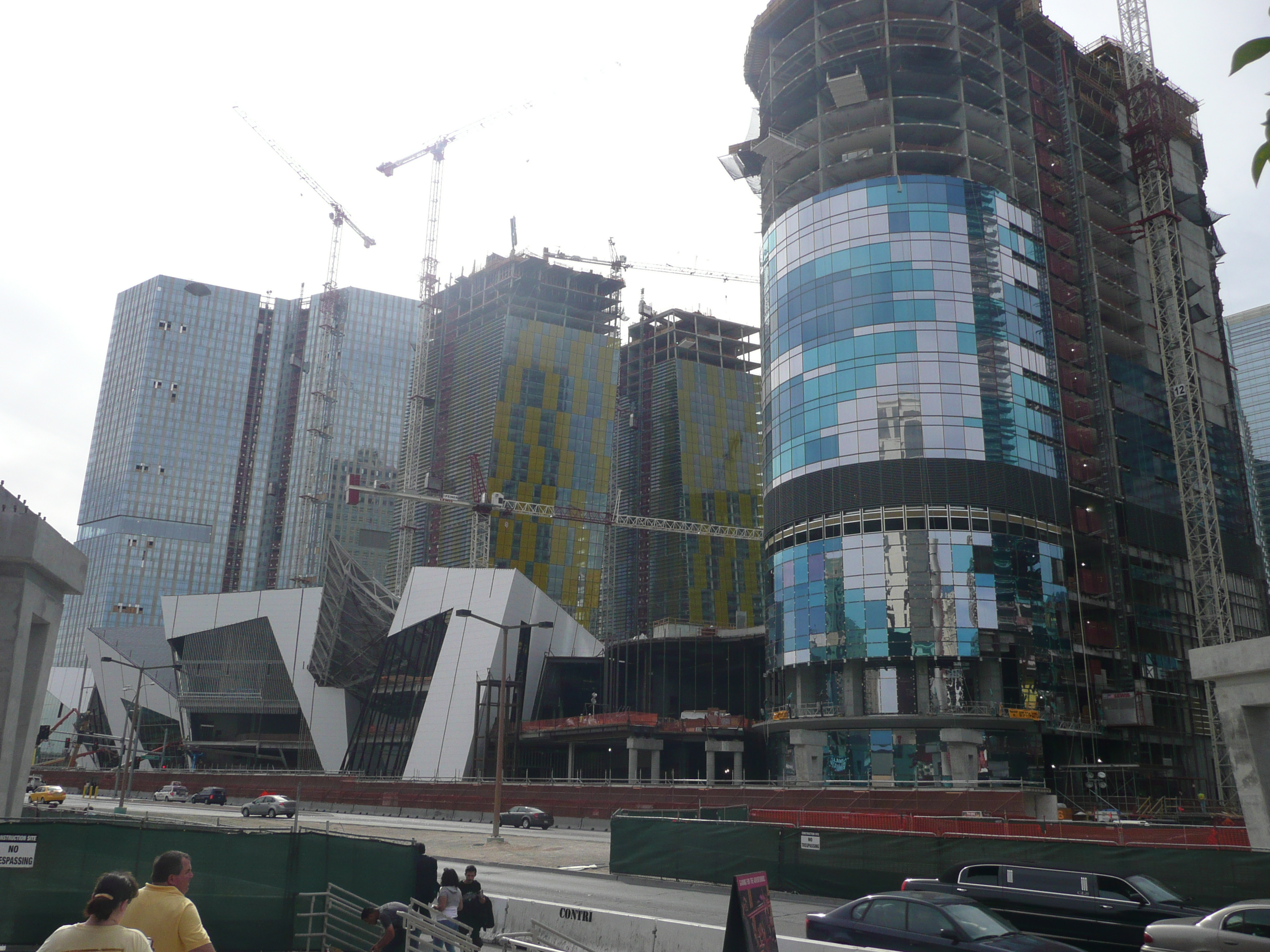
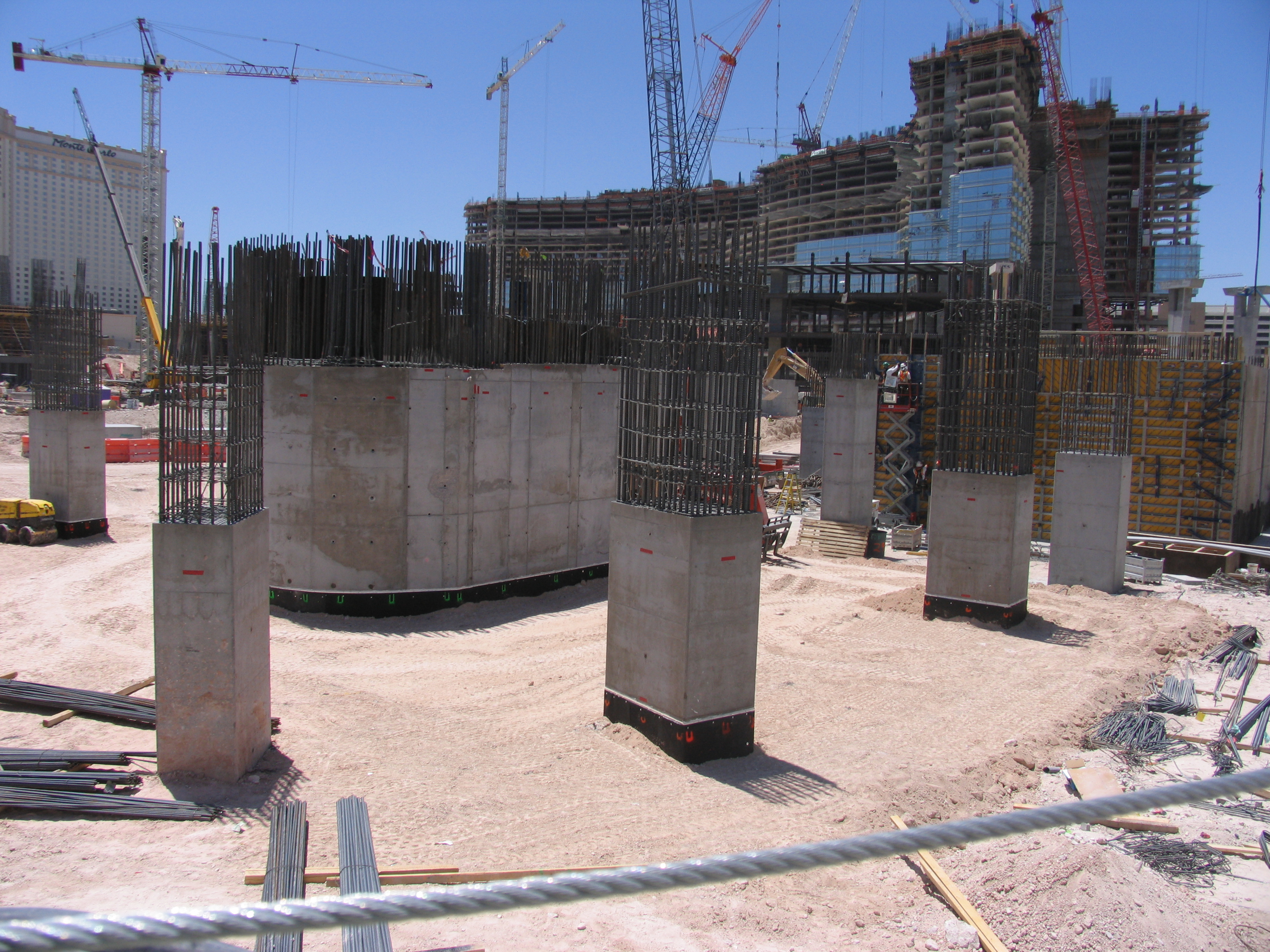
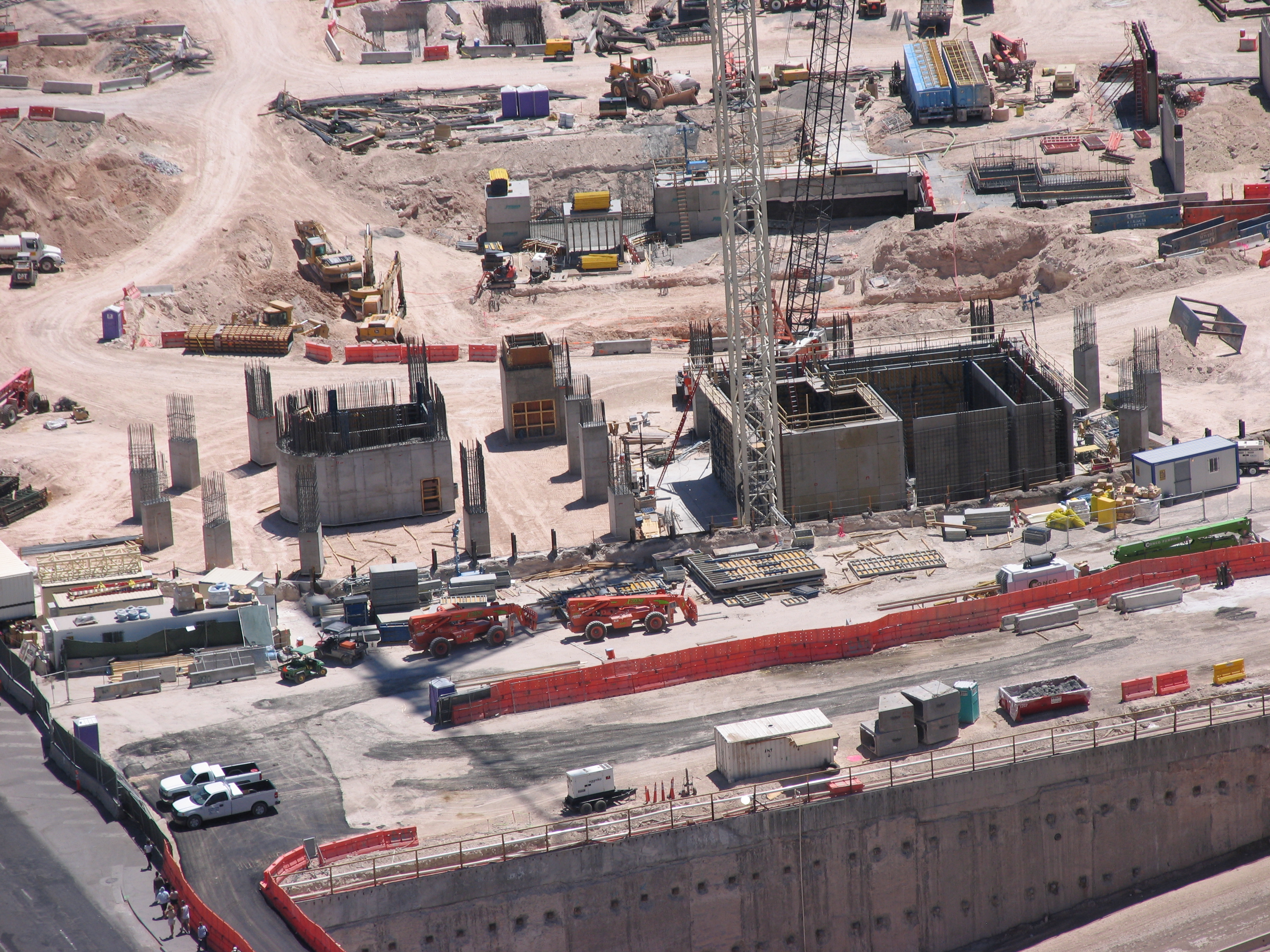